# Cantone di Auxerre-2
Il Cantone di Auxerre-2 è una divisione amministrativa dell'arrondissement di Auxerre.
È stato istituito a seguito della riforma dei cantoni del 2014, che è entrata in vigore con le elezioni dipartimentali del 2015.

## Composizione
Comprende la parte settentrionale della città di Auxerre e i comuni di:
- Appoigny
- Branches
- Charbuy
- Gurgy
- Monéteau
- Perrigny